# Staatliche Handelsschule Schlankreye

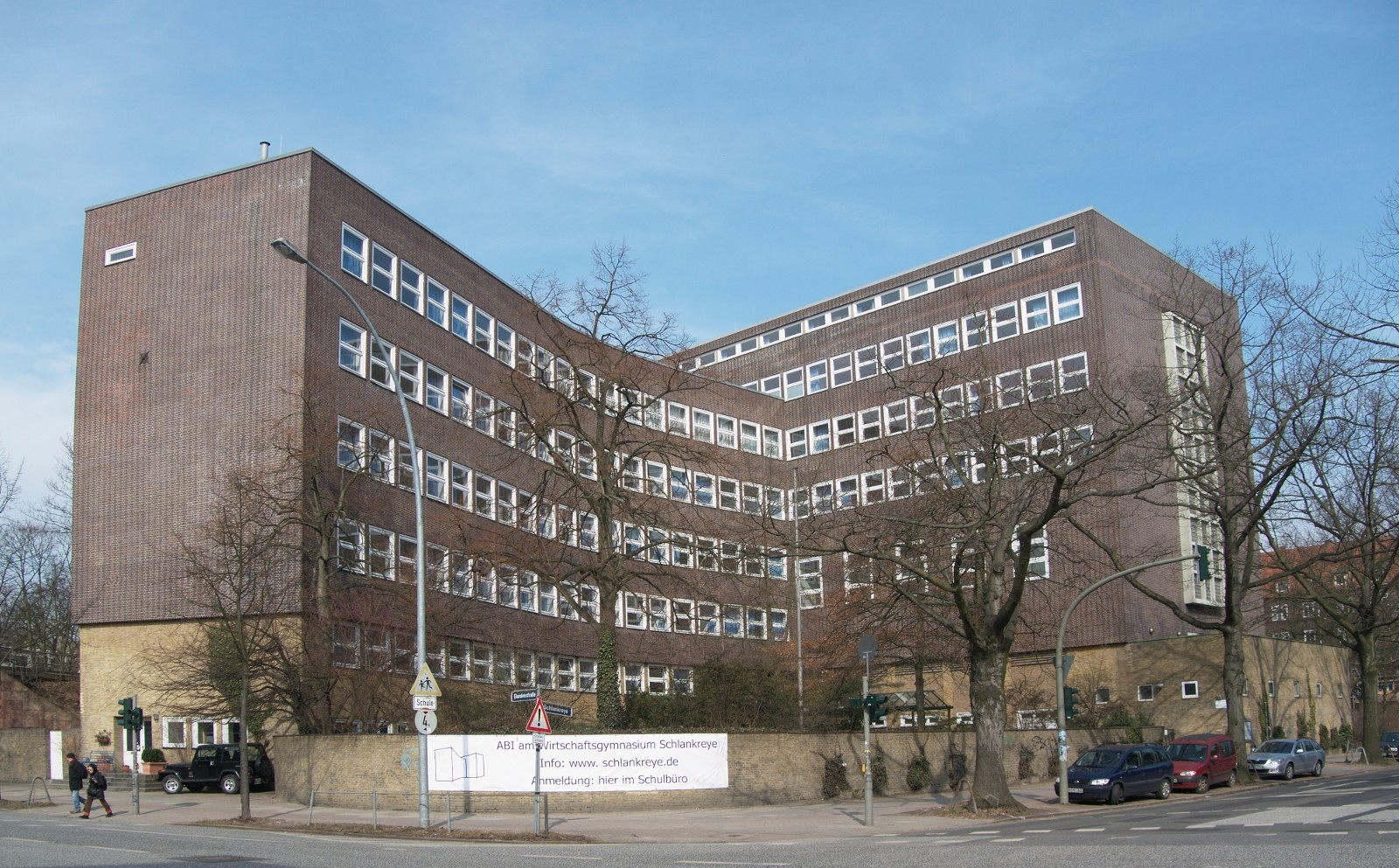
Das Schulgebäude

Staatliche Handelsschule Schlankreye war der frühere Name einer Handelsschule mit Wirtschaftsgymnasium in Hamburg-Eimsbüttel in der Straße Schlankreye.

## Geschichte
Das Schulgebäude wurde 1928/29 von den Architekten Walter Hinsch und Erwin Deimling errichtet. Der Entwurf war das Ergebnis eines Wettbewerbs. Im September 1930 wurde sie als Handelsschule für Mädchen eröffnet. Vier Jahre später 1934 wurde sie zur Höheren Handelsschule für beide Geschlechter erweitert.
Im Laufe der Jahre wurde dann auch das Bildungsangebot verändert und erweitert. Die Handelsschule in der Schlankreye (Amtskürzel: H3) unterhielt ein (zum Schuljahr 2013/2014 ausgelaufenes) Wirtschaftsgymnasium, eine Berufsschule für Industriekaufleute und eine Berufsschule für Immobilienkaufleute. Für Schülerinnen und Schüler mit niedrigen oder fehlenden Bildungsabschlüssen sowie für asylsuchende Jugendliche gab es berufsvorbereitende qualifizierende Maßnahmen sowie Deutsch-Sprachkurse.
Die Schule verfügte über eine Dependance im westlichen Teil von Hamburg-Eimsbüttel in der Lutterothstraße. Das Schulgebäude wurde am 4. August 2009 unter der Nummer 1745 (heutige Nr. 18906) in die Denkmalliste aufgenommen.
2015 fusionierte die Staatliche Handelsschule Schlankreye mit der H 12, der Beruflichen Schule für Wirtschaft und Steuern, zur Beruflichen Schule für Wirtschaft Hamburg-Eimsbüttel (BS 26).